# Micmanice

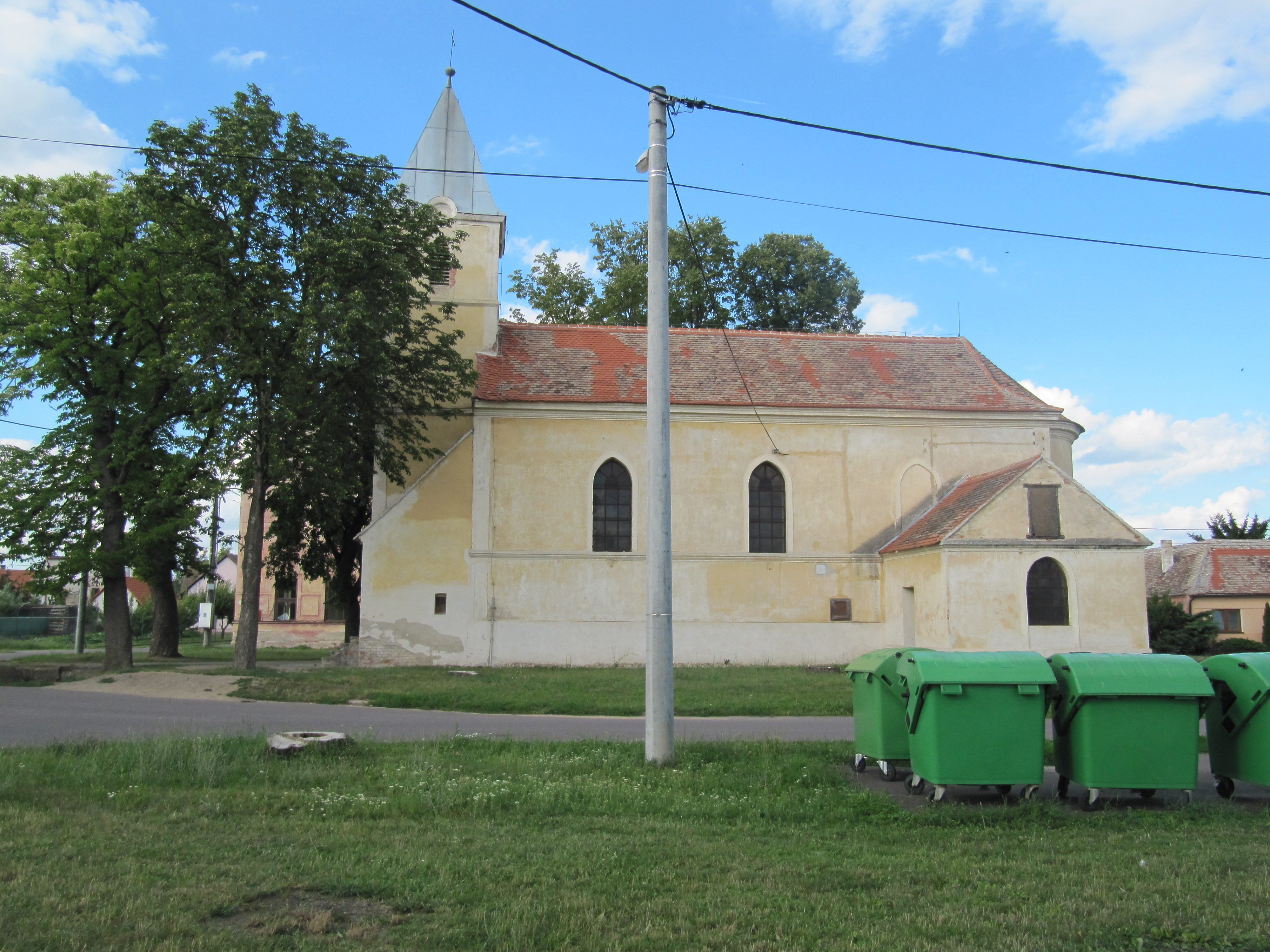
Kirche des hl. Schutzengels

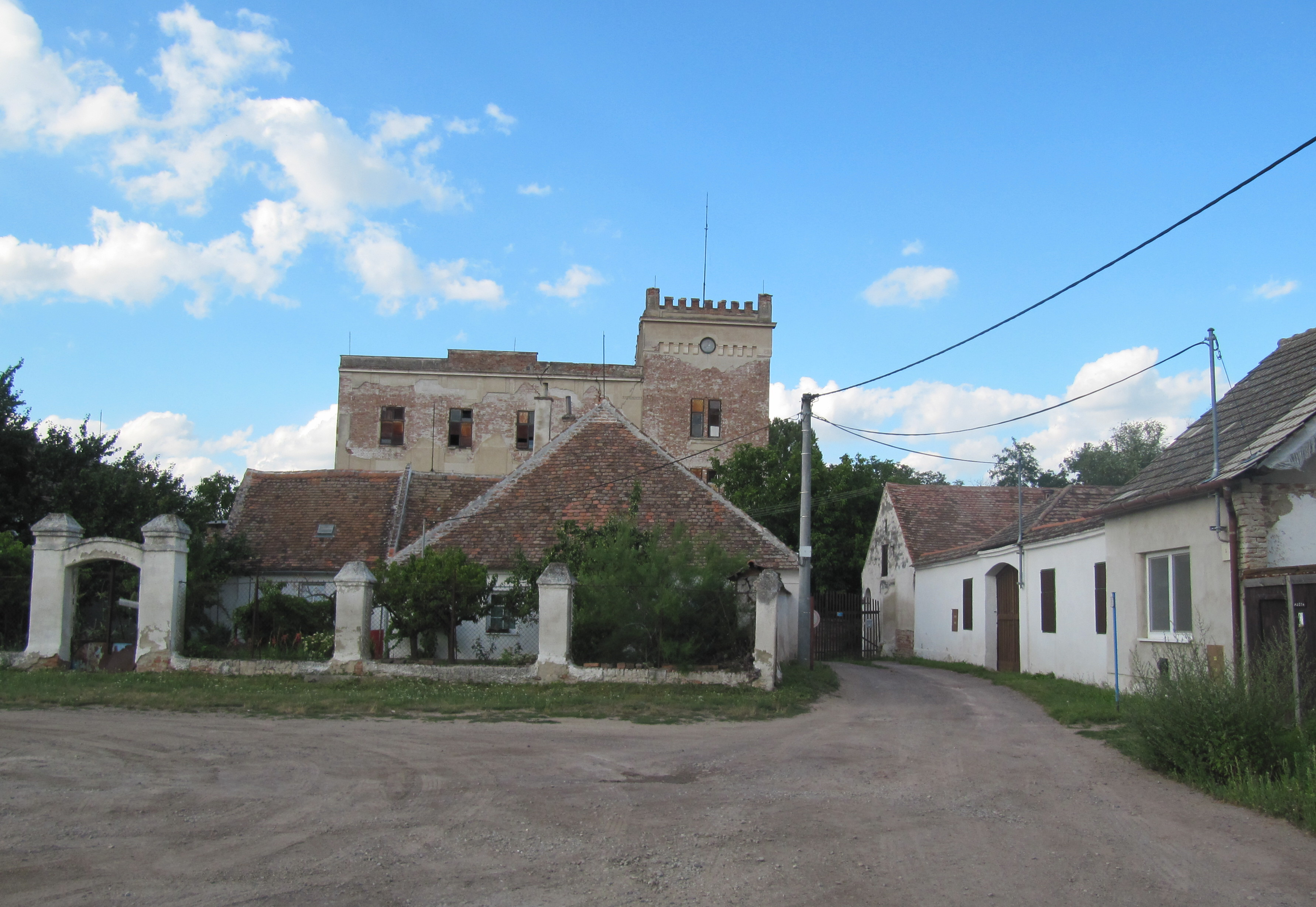
Wassermühle

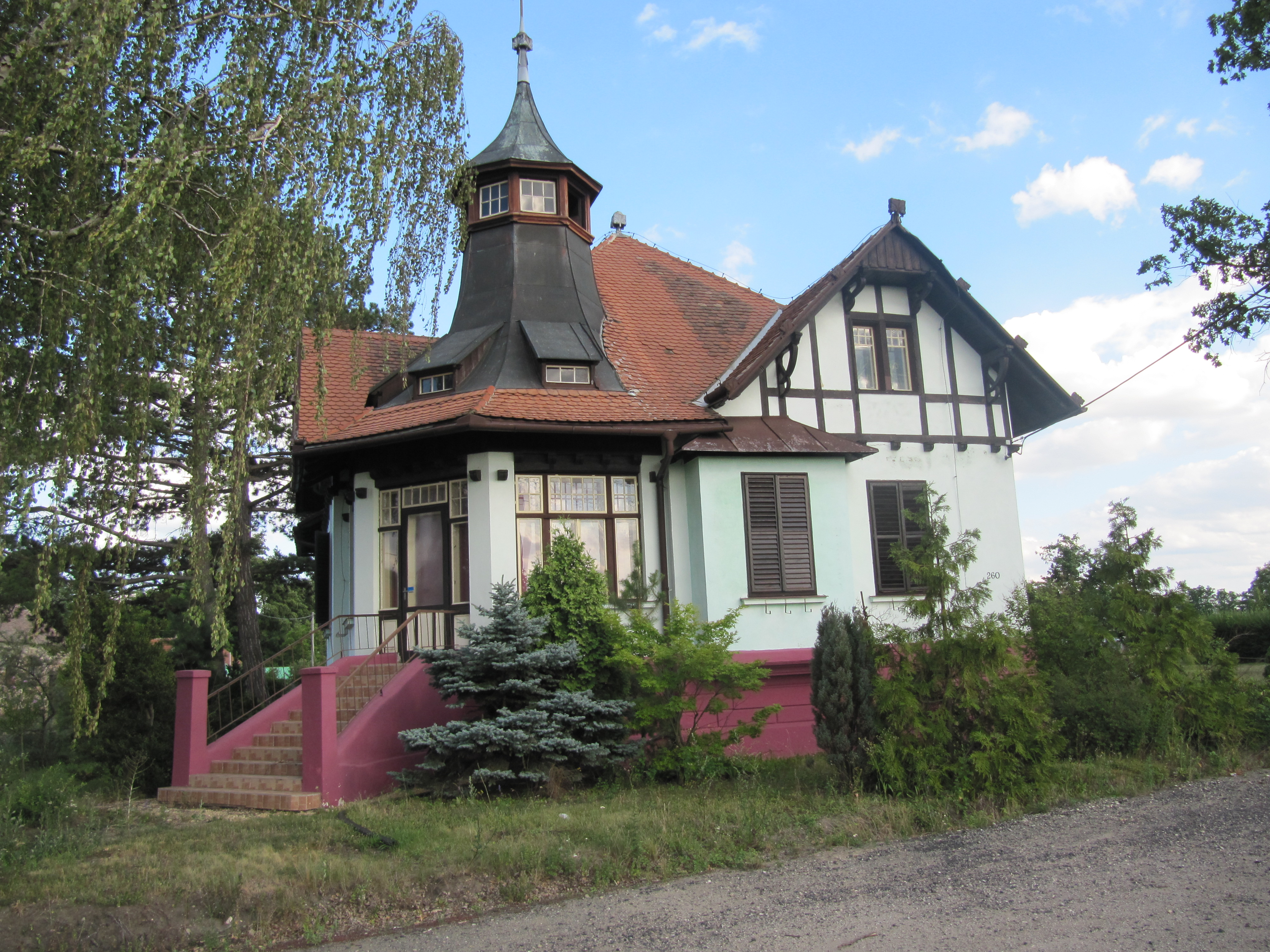
Villa Nr. 260

Micmanice (deutsch Mitzmanns, volkstümlich Miezmanns) ist ein Ortsteil der Gemeinde Strachotice in Tschechien. Er schließt sich östlich an Strachotice an und gehört zum Okres Znojmo.

## Geographie
Das Rechteckangerdorf Micmanice befindet sich rechtsseitig der Stará Dyje (Alte Thaya) in der Thaya-Schwarza-Senke. Am westlichen Ortsrand wird die Micmanická strouha (Weidgraben) aus der Stará Dyje ab- und südlich des Dorfes vorbei geleitet. Im Süden erhebt sich der Na Valech (Miezmannser Berge, 219 m n.m.), westlich der Strachotický vrch (Waldberg, 237 m n.m.). Am Na Valech befinden sich Reste einer Kellergasse. Gegen Süden erstreckt sich die Gemarkung bis zur österreichischen Grenze am Schatzgraben/Ječmenišťský potok.
Nachbarorte sind Krhovice im Norden, Sídliště Formoza im Nordosten, Valtrovice im Osten, Křídlůvky, Oleksovičky und Slup im Südosten, Seefeld im Süden, Ječmeniště, Hatě und Hnízdo im Südwesten sowie Strachotice im Westen.

## Geschichte
Die erste schriftlich Erwähnung von Vzmans erfolgte 1230 als Besitz der Zisterzienserinnenabtei Oslawan. Die ersten Bewohner lebten vermutlich von der Fischerei in der Thaya. 1302 wurde das Dorf als Muecmans bezeichnet, dabei wurde auch die Wassermühle erstmals erwähnt. Zu Beginn des 16. Jahrhunderts verpfändete König Ladislaus Jagiello die Güter der Abtei Oslawan an Wilhelm von Pernstein, dem sie 1509 auch erblich zugeschrieben wurden. Das südwestlich von Mitzmanns an der Mündung des Dürrnbaches (Vrbovecký potok) in den Danischbach gelegene Dorf Niemtschitz fiel Anfang des 16. Jahrhunderts wüst; seine Fluren wurden Mitzmanns zugeschlagen. Später wurde der mährische Landeshauptmann Johann Kuna von Kunstadt Inhaber des Oslawaner Pfandes. Er trennte 1541 die Dörfer Mitzmanns, Gnadlersdorf und Zulb davon ab und trat sie im Austausch gegen das Gut Klein Olkowitz (Oleksovičky) und Waltrowitz mit Bewilligung des Königs Ferdinand I. dem Besitzer der Herrschaft Joslowitz, seinem Bruder Wilhelm Kuna von Kunstadt-Erdberg, ab. Im Jahre 1548 verkauften Wilhelms Bürgen die gesamte Herrschaft an den Prager Oberstburggrafen Wolf Kraiger von Kraigk. Ab 1549 wurde der Ort Minczmanicz und ab 1672 Mitzmans genannt, die Namensform Miezmanns ist seit 1719 nachweislich. 1788 entstand im alten Gemeindekörnerkasten die erste Schule. Im Jahre 1793 lebten 576 Menschen in den 98 Häusern des Dorfes. 1822 entstand ein neues Schulhaus. Zu den Grundherren gehörten u. a. von 1609 bis 1790 die Grafen von Althann, ab 1808 Joseph Graf Pallavicini-Centurioni und ab 1835 Wilhelm Hugo von Hompesch-Bollheim.
Im Jahre 1835 bestand das im Znaimer Kreis gelegene Dorf Mitzmanns bzw. Micmanice aus 144 Häusern, in denen 881 deutschsprachige Personen lebten. Haupterwerbsquelle bildete die Landwirtschaft. Im Ort gab es eine Trivialschule, ein Gasthaus und eine Mühle. Pfarrort war Zulb. Bis zur Mitte des 19. Jahrhunderts blieb Mitzmanns der Allodialherrschaft Joslowitz untertänig.
Nach der Aufhebung der Patrimonialherrschaften bildete Mitzmanns / Micmanice ab 1849 eine Gemeinde im Gerichtsbezirk Joslowitz. Ab 1869 gehörte die Gemeinde zum Bezirk Znaim; zu dieser Zeit hatte Mitzmanns 877 Einwohner und bestand aus 161 Häusern. 1880 erfolgte eine Erweiterung des Schulhauses. Bei einem Großfeuer brannten 1895 mehrere Scheunen nieder. Die Kapelle wurde im selben Jahr geweiht, sie ersetzte einen Glockenturm. Im Jahre 1890 hatte Mitzmanns 1000 Einwohner und bestand aus 197 Häusern; zehn Jahre später lebten in der Gemeinde 1017 deutschsprachige Personen, darunter sechs Juden. Zur Entwässerung der oberen und unteren Weide wurde um 1900 der vier Kilometer lange Weidgraben angelegt, zugleich konnte dadurch auch neues Bauland gewonnen werden. 1909 wurde ein neues Schulhaus fertiggestellt. Im selben Jahre wurde die Kapelle zur Filialkirche der neuen Pfarrei Rausenbruck erhoben. Die Mühle wurde 1912 nach einem Brand mit einem Sägewerk neu aufgebaut. Die Elektrifizierung des Dorfes erfolgte zwischen 1917 und 1918. 1921 wurde südlich des Dorfes auf den mittleren Grabenäckern ein eigener Friedhof angelegt. Im gleichen Jahre wurde ein Kriegerdenkmal enthüllt. Beim Zensus von 1921 lebten in den 236 Häusern von Mitzmanns 1079 Personen, darunter 1060 Deutsche und 9 Tschechen. Wegen des gestiegenen Bauflächenbedarfs wurden 1927 weitere Drainagen zum Weidgraben angelegt. 1930 war Mitzmanns auf 275 Häuser angewachsen und hatte 1097 Einwohner. Der Weinbau war mit 39 ha nicht unbedeutend. Dieser erfolgte zum einen reichlichen Kilometer südlich des Dorfes in den Miezmannser Bergen (Na Valech), wo Weinkeller und Presshäuser bestanden. Weitaus bedeutender war die Weinlage Schatz (Šác) – fünfeinhalb Kilometer südwestlich zwischen Gnast und Gerstenfeld zwischen Schatzberg (Vinný vrch, 294 m n.m.), Haiden (Ovčí vrch, 292 m n.m.) und Dreikreuzen (U Hranic, 291 m n.m.) gelegen. Obwohl der Schatz überwiegend in der Gemarkung Oedung Gnast der Gemeinde Zulb lag und nur ein geringer Anteil zur Gemarkung Mitzmanns gehörte, besaßen dort überwiegend Landwirte aus Mitzmanns, Rausenbruck und Zulb Weingärten. Da die meisten der Weingärtenbesitzer aus Mitzmanns stammten, stellte die Gemeinde auch den Weinberghüter. Außerdem besaßen zahlreiche Bewohner noch aus den Zeiten der Monarchie Weingarten am Zuckermantel bei Seefeld – der südöstlichen Fortsetzung des Schatzes auf österreichischem Gebiet. Nach dem Münchner Abkommen wurde die Gemeinde 1938 dem Großdeutschen Reich zugeschlagen und gehörte bis 1945 zum Kreis Znaim. Im Jahre 1939 lebten in der Gemeinde 1091 Personen. Volkstümlich wurde weiterhin der Ortsname Miezmanns verwendet. Am 8. Mai 1945 besetzte die Rote Armee das Dorf; der Bürgermeister wurde als NSDAP-Repräsentant erschossen. Nach dem Kriegsende kam Micmanice zur Tschechoslowakei zurück. Alle deutschsprachigen Bewohner wurden Anfang August 1945 nach Österreich vertrieben. In dieser Zeit begann der Abbruch eines Viertels der Häuser. Im Jahre 1950 hatte die Gemeinde Micmanice nur noch 550 Einwohner und bestand aus 145 Häusern. Die Weinkeller und Presshäuser am Na Valech wurden in der zweiten Hälfte des 20. Jahrhunderts größtenteils dem Verfall preisgegeben. Im Zuge der Gebietsreform von 1960 wurde Micmanice nach Strachotice eingemeindet. An Stelle der abgerissenen Teile des Dorfes entstanden in den 1960er und 70er Jahren einige Neubaublöcke mit Wohnungen für Landarbeiter. Das Kriegerdenkmal wurde 1965 abgebrochen. Beim Zensus von 2001 lebten in den 143 Häusern von Micmanice 516 Personen. Die Weinlage Šác wurde 2012 zusammen mit dem Weinberghaus Lampelberk vom Weingut Lahofer aufgekauft.

## Sehenswürdigkeiten
- Kirche des hl. Schutzengels, erbaut 1895 als Kapelle und 1909 zur Filialkirche der Pfarrei Rausenbruck erhoben
- Wassermühle, sie ist seit 1302 nachweislich. Das Technische Denkmal wurde 1912 nach einem Brand neu aufgebaut und wird heute als Elektrizitätswerk genutzt
- Jugendstilvilla Nr. 260
- Steinernes Kreuz im Unterdorf
- Säule der Muttergottes von Dreieichen im Oberdorf, das Wappenschild zeigt das alte Ortswappen – drei gekreuzte Fische – und die Jahreszahl 1549. Sie wurde 1804 instand gesetzt.
- Dreifaltigkeitssäule am Weg zur Grenze
- Pestsäule am Zulber Kirchenweg